# Хачинохе
Хачинохе (јап. 八戸市) град је у Јапану у префектури Аомори. Према попису становништва из 2005. у граду је живело 244.678 становника.

## Становништво
Према подацима са пописа, у граду је 2005. године живело 244.678 становника.
| 1995.   | 2000.   | 2005.   |
| ------- | ------- | ------- |
| 249.358 | 248.608 | 244.678 |